# 陆建华
陆建华（1963年7月—），男，江苏南通人，中国通信与信息系统专家，清华大学教授，中国科学院院士。现任第九届国家自然科学基金委员会副主任。

## 生平
1986年毕业于清华大学无线电电子学系，1989年获得清华大学硕士学位，1998年获得香港科技大学博士学位。2015年当选为中国科学院院士。
2023年4月，任第九届国家自然科学基金委员会副主任。